# Mąż czy nie mąż
Mąż czy nie mąż – polski serial komediowy w reżyserii Pawła Maślony, emitowany od 1 marca do 24 maja 2015 roku na antenie TVN, oparty na kanadyjskim formacie Un Sur 2. Zdjęcia do serialu rozpoczęły się w styczniu 2015 w Warszawie i okolicach.
Ze względu na niską oglądalność TVN zrezygnował z serialu po emisji pierwszej transzy.

## Fabuła
Serial opisuje historię dwóch bohaterów – Marty (Magdalena Schejbal) i Michała (Marcin Perchuć), którzy przez lata byli zakochaną parą, tworzyli rodzinę, razem mieszkali, pracowali, a także wychowywali jedyną córkę – Zuzię (Magdalena Żak), jednakże nigdy nie podjęli decyzji o małżeństwie. Pewnego dnia mężczyzna postanawia odejść od innej kobiety, a następnie prosi Martę o wybaczenie.

## Obsada
| Aktor                | Rola                                 |
| -------------------- | ------------------------------------ |
| Magdalena Schejbal   | Marta Dobosz                         |
| Marcin Perchuć       | Michał Jarecki                       |
| Magdalena Żak        | Zuzia Jarecka, córka Marty i Michała |
| Krzysztof Stelmaszyk | Karol Dobosz, ojciec Marty           |
| Ewa Telega           | Misia                                |
| Magdalena Boczarska  | Ewa, przyjaciółka Marty              |
| Mirosław Kotowicz    | Czarek Winnicki, przyjaciel Michała  |
| Monika Pikuła        | Kinga Winnicka, żona Czarka          |
| Anna Czartoryska     | Roma                                 |

## Lista odcinków
| Data emisji | Nr | Tytuł               |
| ----------- | -- | ------------------- |
|             |    |                     |
| 01.03.2015  | 1  | Klucze              |
|             |    |                     |
| 08.03.2015  | 2  | Schody              |
|             |    |                     |
| 15.03.2015  | 3  | Żadne cudo          |
|             |    |                     |
| 22.03.2015  | 4  | Fotel               |
|             |    |                     |
| 29.03.2015  | 5  | Komórka             |
|             |    |                     |
| 05.04.2015  | 6  | Miłosne cierpienia  |
|             |    |                     |
| 12.04.2015  | 7  | Tajny patent        |
|             |    |                     |
| 19.04.2015  | 8  | Koń trojański       |
|             |    |                     |
| 26.04.2015  | 9  | Piknik              |
|             |    |                     |
| 03.05.2015  | 10 | Wyprawa             |
|             |    |                     |
| 10.05.2015  | 11 | Mężczyzna w opałach |
|             |    |                     |
| 17.05.2015  | 12 | Świstek papieru     |
|             |    |                     |
| 24.05.2015  | 13 | Burzliwy powrót     |

## Spis serii
| Seria | Seria | Sezon       | Odcinki   | Premiera serii | Finał serii  | Pora emisji                  | Średnia oglądalność |
| ----- | ----- | ----------- | --------- | -------------- | ------------ | ---------------------------- | ------------------- |
|       | 1.    | wiosna 2015 | 1–13 (13) | 1 marca 2015   | 24 maja 2015 | niedziela, 21:20/21:50/20:25 | 1 051 578           |